# Императорский флот Японии во Второй мировой войне
Императорский флот Японии к началу Второй мировой войны был одним из сильнейших в мире. У Японии было больше авианосцев (10 авианосцев против 7 у США, причём 4 из последних находились в Атлантике), но она сильно уступала США по другим кораблям (линкоры: 10 против 15, причём в Тихом и Индийском океанах находились 9 из последних и 3 британских линкора) и промышленным возможностям. Японские линкоры типа «Ямато» были самыми мощными и самыми большими по водоизмещению в мире. В начале войны Япония обладала лучшим палубным истребителем «Зеро». Кроме того в состав флота входили пехотные соединения — морская пехота Императорского флота Японии.

## Тактика
- «Кидо бутай» (яп. 機動部隊 Кидо: бутай, «мобильное соединение») — авианосная ударная группа Императорского флота Японии. Под руководством Тюити Нагумо нанесла удар по Пёрл-Харбору. В 1942 году участвовала в обоих известных истории боях авианосных ударных соединений: в Коралловом море, где была сильно повреждена, нанеся, впрочем, большие потери ВМС США, и при Мидуэе, где была разбита. Соединение включало шесть авианосцев: «Сёкаку», «Дзуйкаку» (оба повреждены в Коралловом море и не участвовали в походе на Мидуэй), «Сорю», «Хирю», «Акаги» и «Кага» (все четыре потоплены при Мидуэе).
- Камикадзе — первые соединения сформированы в рамках морской авиации осенью 1944 года.

## Организация и состав флота на 8 декабря 1941 года (начало войны на Тихом океане)

### Объединённый флот
- Командующий — адмирал Исороку Ямамото, флагманский корабль — линкор «Нагато».

### Соединения центрального подчинения
1-я дивизия линкоров
Линейный корабль «Нагато» (Капитан 1 ранга Хидэо Яно) — флаг адмирала Исороку Ямамото
Линейный корабль «Муцу» (Капитан 1 ранга Гундзи Когурэ)
Линейный корабль «Ямато» (Капитан 1 ранга Гихати Такаянаги, корабль введён в строй 16 декабря 1941 года)
9-я дивизия крейсеров
Лёгкий крейсер «Ои» (Капитан 1 ранга Нобуэ Морисита) — флаг контр-адмирала Фукудзи Киси
Лёгкий крейсер «Китаками» (Капитан 1 ранга Сайдзи Норимицу)
11-я дивизия
Гидроавианосец «Титосэ» (Капитан 1 ранга Тамоцу Фурукава) — флаг контр-адмирала Руйтаро Фудзиты
Гидроавианосец «Мидзухо» (Капитан 1 ранга Юдзуру Окума)
Гидроавианосец «Тиёда» (Капитан 1 ранга Каку Харада)
24-я дивизия
Вспомогательный крейсер «Хококу Мару» — флаг контр-адмирал Морихару Такэды
Вспомогательный крейсер «Айкоку Мару»
Вспомогательный крейсер «Киёсима Мару»
4-я эскадра подводных лодок
Лёгкий крейсер «Кину» (Капитан 1 ранга Ёсио Като) — флаг контр-адмирала Сэцудзо Ёситами
Плавбаза подводных лодок «Нагоя Мару»
18-й дивизион подводных лодок — брейд-вымпел капитана 1 ранга Моридзи Кидзимы
Подводная лодка «I-53»
Подводная лодка «I-54»
Подводная лодка «I-55»
19-й дивизион подводных лодок — брейд-вымпел капитана 1 ранга Нобуносукэ Оты
Подводная лодка «I-56»
Подводная лодка «I-57»
Подводная лодка «I-58»
21-й дивизион подводных лодок — брейд-вымпел капитана 1 ранга Хидэтоси Ивагами
Подводная лодка «Ro-33»
Подводная лодка «Ro-34»
5-я эскадра подводных лодок
Лёгкий крейсер «Юра» (Капитан 1 ранга Тэрухико Миёси) — флаг контр-адмирала Тадасигэ Дайго
Плавбаза подводных лодок «Рио-де-Жанейро Мару»
28-й дивизион подводных лодок — брейд-вымпел капитана 1 ранга Ёсиносукэ Като
Подводная лодка «I-59»
Подводная лодка «I-60»
29-й дивизион подводных лодок — брейд-вымпел капитана 1 ранга Томэдзиро Тамаки
Подводная лодка «I-62»
Подводная лодка «I-64»
30-й дивизион подводных лодок — брейд-вымпел капитана 1 ранга Масао Тэраоки
Подводная лодка «I-65»
Подводная лодка «I-66»
Соединение снабжения
Судно снабжения «Бансю Мару № 3»
Судно снабжения «Китагами Мару»
Судно снабжения «Косэй Мару»
Судно снабжения «Мурото»
Судно снабжения «Сэндай Мару»
Судно снабжения «Суруга Мару»
Судно снабжения «Тэнъё Мару № 2»
Судно снабжения «Хакурэй Мару»
Судно снабжения «Ирако»
Судно снабжения «Мамия»
Транспорт «Адзумасан Мару»
Транспорт «Когё Мару»
Транспорт «Конай Мару»
Транспорт «Нанкай Мару»
Транспорт «Нитии Мару»
Транспорт «Нитиро Мару»
Транспорт «Огами Мару»
Транспорт «Окицу Мару»
Транспорт «Сикано Мару»
Транспорт «Хинода Мару»
Транспорт «Хокурику Мару»
Танкер «Гоё Мару»
Танкер «Ёдогава Мару»
Танкер «Кэнъё Мару»
Танкер «Кирисима Мару»
Танкер «Кокуё Мару»
Танкер «Корю Мару»
Танкер «Корю Мару № 2»
Танкер «Куросио Мару»
Танкер «Кёэй Мару»
Танкер «Кёэй Мару № 2»
Танкер «Кёкуто Мару»
Танкер «Мацумато Мару»
Танкер «Наруто»
Танкер «Нитиэй Мару»
Танкер «Ниппон Мару»
Танкер «Сан-Клементе Мару»
Танкер «Синкоку Мару»
Танкер «Сирия»
Танкер «Соё Мару»
Танкер «Тэйё Мару»
Танкер «Тоэй Мару»
Танкер «Тохо Мару»
Танкер «Хиси Мару»
Танкер «Хиси Мару № 2»
Танкер «Цуруми»
Танкер «Эримо»
Госпитальное судно «Асахи Мару»
Госпитальное судно «Такосаго Мару»
Плавмастерская «Акаси»
Плавмастерская «Асахи»
Корабль-мишень «Сэтцу»
1-й морской оборонительный отряд
2-й морской оборонительный отряд
Объединённая сигнальная группа
Сигнальный отряд Титидзима
Сигнальный отряд Окинава
Сигнальный отряд Такао
Сигнальный отряд Токио
3-й сигнальный отряд
4-й сигнальный отряд
5-й сигнальный отряд
6-й сигнальный отряд

### 1-й флот (Линейные силы)
- Командующий — вице-адмирал Сиро Такасу

2-я дивизия линкоров
Линейный корабль «Хюга» (Капитан 1 ранга Нобору Исидзаки) — флаг вице-адмирала Сиро Такасу
Линейный корабль «Исэ» (Капитан 1 ранга Исаму Такэда)
Линейный корабль «Фусо» (Капитан 1 ранга Мицуо Киносита)
Линейный корабль «Ямасиро» (Капитан 1 ранга Тодзаэмон Обата)
3-я дивизия линкоров
Линейный корабль «Конго» (Капитан 1 ранга Томидзи Коянаги)
Линейный корабль «Харуна» (Капитан 1 ранга Томоцу Такама)
Линейный корабль «Хиэй» (Капитан 1 ранга Масао Нисида) — флаг вице-адмирала Гунъити Микавы
Линейный корабль «Кирисима» (Капитан 1 ранга Дзихэй Ямагути)
6-я дивизия крейсеров
Тяжёлый крейсер «Аоба» (Капитан 1 ранга Ёнэдзиро Хисамунэ) — флаг контр-адмирала Аритомо Гото
Тяжёлый крейсер «Кинугаса» (Капитан 1 ранга Масао Сава)
Тяжёлый крейсер «Како» (Капитан 1 ранга Юдзи Такахаси)
Тяжёлый крейсер «Фурутака» (Капитан 1 ранга Цутау Араки)
3-я дивизия авианосцев
Лёгкий авианосец «Хосё» (Капитан 1 ранга Каору Умэтани) — флаг контр-адмирала Торао Кувабары
Лёгкий авианосец «Дзуйхо» (Капитан 1 ранга Суэо Обаяси)
Эскадренный миноносец «Микадзуки» (Капитан 3 ранга Санэхо Маэда)
Эскадренный миноносец «Юкадзэ» (Капитан 3 ранга Сидзука Кадзимото)
1-я эскадра эсминцев
Лёгкий крейсер «Абукума» (Капитан 1 ранга Сэйроку Мураяма) — флаг контр-адмирала Сэнтаро Омори
6-й дивизион эсминцев
Эскадренный миноносец «Акацуки» (Капитан 3 ранга Кюдзи Аоки) — брейд-вымпел капитана 1 ранга Сигэру Нариты
Эскадренный миноносец «Хибики» (Капитан 3 ранга Хагуму Исии)
Эскадренный миноносец «Икадзути» (Капитан 3 ранга Сюнсаку Кудо)
Эскадренный миноносец «Инадзума» (Капитан 3 ранга Хадзимэ Такэути)
17-й дивизион эсминцев
Эскадренный миноносец «Хамакадзэ» (Капитан 2 ранга Цунэо Орита) — брейд-вымпел капитана 1 ранга Кадзю Сугиуры
Эскадренный миноносец «Исокадзэ» (Капитан 2 ранга Сюнъити Тосима)
Эскадренный миноносец «Таникадзэ» (Капитан 2 ранга Мотои Кацуми)
Эскадренный миноносец «Уракадзэ» (Капитан 2 ранга Нагаёси Сираиси)
21-й дивизион эсминцев
Эскадренный миноносец «Хацухару» (Капитан 3 ранга Хироси Макино) — брейд-вымпел капитана 2 ранга Тосио Симидзу
Эскадренный миноносец «Хацусимо» (Капитан 3 ранга Сатору Фурухама, упоминается также как Сатору Мигихама)
Эскадренный миноносец «Нэнохи» (Капитан 3 ранга Сабуро Тэраути)
Эскадренный миноносец «Вакаба» (Капитан 3 ранга Масакити Куроки)
27-й дивизион эсминцев
Эскадренный миноносец «Ариакэ» (Капитан 3 ранга Сёити Ёсида) — брейд-вымпел капитана 1 ранга Матакэ Ёсимуры
Эскадренный миноносец «Сирацую» (Капитан 3 ранга Нагахидэ Сугитани)
Эскадренный миноносец «Сигурэ» (Капитан 3 ранга Нобору Сэо)
Эскадренный миноносец «Югурэ» (Капитан 3 ранга Киёси Камо)
3-я эскадра эсминцев
Лёгкий крейсер «Сэндай» (Капитан 1 ранга Тосио Симадзаки) — флаг контр-адмирала Сэнтаро Хасимото
11-й дивизион эсминцев
Эскадренный миноносец «Фубуки» (Капитан 3 ранга Масао Ямасита) — брейд-вымпел капитана 1 ранга Киитиро Сёдзи
Эскадренный миноносец «Хацуюки» (Капитан 3 ранга Сумия Камиура, упоминается также как Дзюннари Камиура)
Эскадренный миноносец «Сираюки» (Капитан 3 ранга Рокуро Сугавара)
12-й дивизион эсминцев
Эскадренный миноносец «Муракумо» (Капитан 2 ранга Хидэо Адзума) — брейд-вымпел капитана 2 ранга Нобуки Огавы
Эскадренный миноносец «Синономэ» (Капитан 2 ранга Хироси Сасагава)
Эскадренный миноносец «Сиракумо» (Капитан 2 ранга Тоёхару Хитоми, упоминается также как Тоёдзи Хитоми)
Эскадренный миноносец «Усугумо» (Капитан 3 ранга Сюсаку Икэда)
19-й дивизион эсминцев
Эскадренный миноносец «Аянами» (Капитан 2 ранга Эйдзи Сакума) — брейд-вымпел капитана 1 ранга Рандзи Оэ
Эскадренный миноносец «Исонами» (Капитан 2 ранга Рёкити Сугама)
Эскадренный миноносец «Сикинами» (Капитан 2 ранга Акифуми Кавахаси)
Эскадренный миноносец «Уранами» (Капитан 3 ранга Цутому Хагио)
20-й дивизион эсминцев
Эскадренный миноносец «Амагири» (Капитан 2 ранга Буити Асида) — брейд-вымпел капитана 1 ранга Юдзи Ямады
Эскадренный миноносец «Асагири» (Капитан 2 ранга Нисабуро Маэкава)
Эскадренный миноносец «Сагири» (Капитан 2 ранга Косити Сугиока)
Эскадренный миноносец «Югири» (Капитан 2 ранга Масаёси Мотокура)
Гидроавиатранспорт «Синсё Мару»

### 2-й флот (Разведывательные силы)
- Командующий — вице-адмирал Нобутакэ Кондо

4-я дивизия крейсеров
Тяжёлый крейсер «Такао» (Капитан 1 ранга Т. Асакура) — флаг вице-адмирала Нобутакэ Кондо
Тяжёлый крейсер «Атаго» (Капитан 1 ранга Мацудзи Идзюин)
Тяжёлый крейсер «Майя» (Капитан 1 ранга С. Набесима)
Тяжёлый крейсер «Тёкай» (Капитан 1 ранга С. Ватанабэ)
5-я дивизия крейсеров
Тяжёлый крейсер «Хагуро» (Капитан 1 ранга Томоити Мори) — флаг контр-адмирала Такео Такаги
Тяжёлый крейсер «Мёко» (Капитан 1 ранга Т. Ямадзуми)
Тяжёлый крейсер «Нати» (Капитан 1 ранга Т. Киёта)
7-я дивизия крейсеров
Тяжёлый крейсер «Кумано» (Капитан 1 ранга К. Танака) — флаг контр-адмирала Такео Курита
Тяжёлый крейсер «Микума» (Капитан 1 ранга Сакао Сакияма)
Тяжёлый крейсер «Могами» (Капитан 1 ранга А. Сонэ)
Тяжёлый крейсер «Судзуя» (Капитан 1 ранга Масатоми Кимура)
8-я дивизия крейсеров
Тяжёлый крейсер «Тонэ» (Капитан 1 ранга Томедзи Окада) — флаг контр-адмирала Хироаки Абэ
Тяжёлый крейсер «Тикума» (Капитан 1 ранга Кэндзо Комура)
2-я эскадра эсминцев
Лёгкий крейсер «Дзинцу» (Капитан 1 ранга Т. Каваниси) — флаг контр-адмирала Райдзо Танака
8-й дивизион эсминцев
Эскадренный миноносец «Арасио» (Капитан 2 ранга Хидэо Кубоки) — брейд-вымпел капитана 1 ранга Т. Абэ
Эскадренный миноносец «Асасио» (Капитан 3 ранга Горо Ёсии)
Эскадренный миноносец «Митисио» (Капитан 3 ранга Масами Огура)
Эскадренный миноносец «Осио» (Капитан 2 ранга Киёси Киккава)
15-й дивизион эсминцев
Эскадренный миноносец «Хаясио» (Капитан 2 ранга Киёси Канэда) — брейд-вымпел капитана 1 ранга Т. Сато
Эскадренный миноносец «Куросио» (Капитан 2 ранга Тамаки Угаки)
Эскадренный миноносец «Нацусио» (Капитан 2 ранга М. Нагаи)
Эскадренный миноносец «Оясио» (Капитан 2 ранга Токиёси Арима)
16-й дивизион эсминцев
Эскадренный миноносец «Амацукадзэ» (Капитан 2 ранга Тамеити Хара) — брейд-вымпел капитана 2 ранга С. Сибуя
Эскадренный миноносец «Хацукадзэ» (Капитан 2 ранга Камэсиро Такахаси)
Эскадренный миноносец «Токицукадзэ» (Капитан 2 ранга Гиитиро Накахара)
Эскадренный миноносец «Юкикадзэ» (Капитан 2 ранга Кэндзиро Тобита)
18-й дивизион эсминцев
Эскадренный миноносец «Арарэ» (Капитан 2 ранга Томоэ Огата) — брейд-вымпел капитана 1 ранга Ю. Миясака
Эскадренный миноносец «Кагеро» (Капитан 2 ранга Минору Ёкои)
Эскадренный миноносец «Касуми» (Капитан 2 ранга Киёси Томура)
Эскадренный миноносец «Сирануи» (Капитан 2 ранга Дзисуо Акасава)
4-я эскадра эсминцев
Лёгкий крейсер «Нака» (Капитан 1 ранга Ю. Тахара) — флаг контр-адмирала Сёдзи Нисимура
2-й дивизион эсминцев
Эскадренный миноносец «Харусамэ» (Капитан 2 ранга С. Томита) — брейд-вымпел капитана 1 ранга Масао Татибана
Эскадренный миноносец «Мурасамэ» (Капитан 3 ранга Наодзи Суенага)
Эскадренный миноносец «Самидарэ» (Капитан 2 ранга Такисабуро Мацубара)
Эскадренный миноносец «Юдати» (Капитан 3 ранга Хисаси Исии)
4-й дивизион эсминцев
Эскадренный миноносец «Араси» (Капитан 2 ранга Ясумаса Ватанабэ) — брейд-вымпел капитана 1 ранга К. Аруга
Эскадренный миноносец «Хагикадзэ» (Капитан 2 ранга Сёудзиро Иура)
Эскадренный миноносец «Маикадзэ» (Капитан 2 ранга Сэйдзи Накасуги)
Эскадренный миноносец «Новаки» (Капитан 2 ранга Магаторо Кога)
9-й дивизион эсминцев
Эскадренный миноносец «Асагумо» (Капитан 2 ранга Тоору Ивахаси) — брейд-вымпел капитана 1 ранга Ю. Сато
Эскадренный миноносец «Минэгумо» (Капитан 3 ранга Ясуацу Судзуки)
Эскадренный миноносец «Нацугумо» (Капитан 2 ранга Моритаро Цукамото)
Эскадренный миноносец «Ямагумо» (Капитан 2 ранга Ю. Кога)
24-й дивизион эсминцев
Эскадренный миноносец «Кавакадзэ» — брейд-вымпел капитана 2 ранга Т. Хираи
Эскадренный миноносец «Судзукадзэ» (Капитан 3 ранга Масао Камияма)
Эскадренный миноносец «Умикадзэ» (Капитан 2 ранга И. Симидзу)
Эскадренный миноносец «Ямакадзэ» (Капитан 2 ранга Сюити Хаманака)
Плавбаза «Камикадзэ Мару»

### 3-й флот (Мобильное соединение)
- Командующий — вице-адмирал Ибо Такахаси

12-я дивизия
Гидроавиатранспорт «Камикава Мару» (Капитан 1 ранга Т. Синода) — флаг контр-адмирала С. Имамура
Гидроавиатранспорт «Санъё Мару» (Капитан 1 ранга Т.Фудзисава)
Гидроавиатранспорт «Сануки Мару» (Капитан 1 ранга С. Цуюки)
16-я дивизия крейсеров
Лёгкий крейсер «Нагара» (Капитан 1 ранга Т. Наои) — флаг вице-адмирала Ибо Такахаси
Лёгкий крейсер «Кума» (Капитан 1 ранга К. Танака)
Тяжёлый крейсер «Асигара» (Капитан 1 ранга Ю. Итиномия)
17-я дивизия
Минный заградитель «Ицукусима» — флаг контр-адмирала Т. Кобаяси
Минный заградитель «Яэяма»
Вспомогательный минный заградитель «Тацумия Мару»
5-я эскадра эсминцев
Лёгкий крейсер «Натори» (Капитан 1 ранга С. Сасаки) — флаг контр-адмирала К. Хара
5-й дивизион эсминцев
Эскадренный миноносец «Асакадзэ» (Капитан 2 ранга С. Домото) — брейд-вымпел капитана 2 ранга К. Номагути
Эскадренный миноносец «Харукадзэ» (Капитан 3 ранга К. Гоё)
Эскадренный миноносец «Хатакадзэ» (Капитан 2 ранга А. Иридоно)
Эскадренный миноносец «Мацукадзэ» (Капитан 2 ранга С. Кувабара)
22-й дивизион эсминцев
Эскадренный миноносец «Фумицуки» (Капитан-лейтенант Таро Эбихара) — брейд-вымпел капитана 2 ранга С. Сугино
Эскадренный миноносец «Минацуки» (Капитан 3 ранга Т. Хираяма)
Эскадренный миноносец «Нагацуки» (Капитан 3 ранга Канэхуми Ниноката)
Эскадренный миноносец «Сацуки» (Капитан 3 ранга Ёсиро Сугихара)
6-я эскадра подводных лодок
Плавбаза подводных лодок «Тогэй» — флаг контр-адмирала К. Коно
9-й дивизион подводных лодок — брейд-вымпел капитана 2 ранга Кэйю Эндо
Подводная лодка «I-123» (Капитан 3 ранга Тоситакэ Уэно)
Подводная лодка «I-124»
13-й дивизион подводных лодок — брейд-вымпел капитана 1 ранга Такэдзи Миядзаки
Подводная лодка «I-121» (Капитан 3 ранга Синобу Эндо)
Подводная лодка «I-122» (Капитан 3 ранга Садатоси Норита)
1-е базовое соединение — Такао, Тайвань — флаг контр-адмирала Кюдзи Кубо
21-й дивизион тральщиков — брейд-вымпел капитана 2 ранга М. Китамура
Тральщик #7
Тральщик #8
Тральщик #9
Тральщик #10
Тральщик #11
Тральщик #12
1-й дивизион канонерских лодок — брейд-вымпел капитана 1 ранга Н. Адзукидзава
Канонерская лодка «Бусё Мару»
Канонерская лодка «Кэйко Мару»
Канонерская лодка «Канко Мару»
Канонерская лодка «Мёкэн Мару»
1-й дивизион охотников за ПЛ — брейд-вымпел капитана 3 ранга Х. Окавара
Морской охотник #1
Морской охотник #2
Морской охотник #3
2-й дивизион охотников за ПЛ — брейд-вымпел капитана 2 ранга Т. Накамура
Морской охотник #13
Морской охотник #14
Морской охотник #15
51-й дивизион охотников за ПЛ — брейд-вымпел капитана 2 ранга Н. Абэ
Вспомогательный морской охотник «Кё Мару #12»
Вспомогательный морской охотник «Кё Мару #13»
Сетевой заградитель «Токо Мару #1»
52-й дивизион охотников за ПЛ — брейд-вымпел капитана 2 ранга В. Китано
Вспомогательный морской охотник «Сёнан Мару #17»
Вспомогательный морской охотник «Такунан Мару #5»
Сетевой заградитель «Фукуэи Мару #15»
Минный заградитель «Сиратака»
Минный заградитель «Аотака»
Минный заградитель-канонерская лодка «Икусима Мару»
Транспорт «Хакусан Мару»
Транспорт «Кимидзима Мару»
Транспорт «Миоко Мару»
1-й морской оборонительный отряд
1-й сигнальный отряд
1-й портовый отряд
1-й гидрографический отряд
2-е базовое соединение — Такао, Тайвань — флаг контр-адмирала Суэто Хиросэ
21-й дивизион миноносцев — брейд-вымпел капитана 2 ранга К. Вакита
Миноносец «Тидори»
Миноносец «Манадзуру»
Миноносец «Хацукари»
Миноносец «Томодзуру»
11-й дивизион тральщиков — брейд-вымпел капитана 2 ранга В. Ямадзуми
Тральщик #13
Тральщик #14
Тральщик #15
Тральщик #16
30-й дивизион тральщиков — брейд-вымпел капитана 2 ранга К. Канаока
Тральщик #17
Тральщик #18
Тральщик #19
Тральщик #20
2-й дивизион канонерских лодок — брейд-вымпел капитана 1 ранга Т. Итакура
Канонерская лодка «Камицу Мару»
Канонерская лодка «Окуё Мару»
Канонерская лодка «Тайко Мару»
Канонерская лодка-минный заградитель «Баньё Мару»
3-й дивизион канонерских лодок — брейд-вымпел капитана 1 ранга Р. Ямамото
Канонерская лодка «Азо Мару»
Канонерская лодка «Кисо Мару»
Канонерская лодка «Нампо Мару»
21-й дивизион охотников за ПЛ — брейд-вымпел капитана 2 ранга Х. Ота
Морской охотник #4
Морской охотник #5
Морской охотник #6
Морской охотник #16
Морской охотник #17
Морской охотник #18
31-й дивизион охотников за ПЛ — брейд-вымпел капитана 2 ранга С. Савамура
Морской охотник #10
Морской охотник #11
Морской охотник #12
53-й дивизион охотников за ПЛ — брейд-вымпел капитана 1 ранга Ф. Нисио
Вспомогательный морской охотник «Кё Мару #2»
Вспомогательный морской охотник «Кё Мару #11»
Сетевой заградитель «Кореи Мару»
54-й дивизион охотников за ПЛ — брейд-вымпел капитана 2 ранга Г. Хамада
Вспомогательный морской охотник «Сёнан Мару #1»
Вспомогательный морской охотник «Сёнан Мару #2»
Сетевой заградитель «Нагара Мару»
Минный заградитель «Вакатака»
Канонерская лодка-минный заградитель «Имидзу Мару»
Канонерская лодка-минный заградитель «Сэйан Мару»
Канонерская лодка-минный заградитель «Суманоура Мару»
Плавучий склад «Синко Мару»
Танкер «Комагава Мару»
Плавбаза «Хакадзаки Мару»
Гидрографическое судно «Кэнрю Мару»
Гидрографическое судно «Киодо Мару»
2-й морской оборонительный отряд
2-й сигнальный отряд
2-й портовый отряд
2-й гидрографический отряд
32-е специальное базовое соединение — флаг контр-адмирала Н. Ирифунэ
1-й дивизион патрульных кораблей — брейд-вымпел капитана 1 ранга Х. Нисикава
Патрульный корабль #1
Патрульный корабль #2
Патрульный корабль #32
Патрульный корабль #33
Патрульный корабль #34
Патрульный корабль #35
Патрульный корабль #36
Патрульный корабль #37
Патрульный корабль #38
Патрульный корабль #39
Минный заградитель «Камаомэ»
Минный заградитель «Цубамэ»
Вспомогательный минный тральщик «Нитию Мару»
Вспомогательный минный тральщик «Тацухуру Мару»
1-е специальное соединение морской пехоты Курэ (капитан 1 ранга М. Фудзимура)
2-е специальное соединение морской пехоты Курэ (капитан 2 ранга Т. Макиути)
Объединённое специальное соединение морской пехоты Сасэбо (капитан 1 ранга К. Мори)
1-е специальное соединение морской пехоты Сасэбо (капитан 2 ранга М. Сига)
2-е специальное соединение морской пехоты Сасэбо (капитан 2 ранга У.Хасимото)
Рота морской пехоты Сасебо
1-й строительный отряд
2-й строительный отряд
3-й строительный отряд
5-й строительный отряд
6-й строительный отряд
Соединение снабжения
Плавмастерская «Ямабико Мару»
Транспорт «Сэнко Мару»
Водолей «Коан Мару»
Водолей «Тодзан Мару»
Водолей «Горю Мару»
Танкер «Хаятомо»
Танкер «Гэнъё Мару»
Танкер «Косэй Мару»

### 4-й флот (Соединение внешних морей)
- Командующий — вице-адмирал Сигэёси Иноуэ

Лёгкий крейсер «Касима» (Капитан 1 ранга К. Сэнда) — флаг вице-адмирала Сигэёси Иноуэ
18-я дивизия крейсеров
Лёгкий крейсер «Тэнрю» (Капитан 1 ранга М. Тото) — флаг контр-адмирала Кунинори Марусигэ
Лёгкий крейсер «Тацута» (Капитан 1 ранга Ю.Баба)
19-я дивизия
Минный заградитель «Окиносима» (Капитан 1 ранга М. Номи) — флаг контр-адмирала Киёхидэ Сима
Минный заградитель «Токива»
Минный заградитель «Цугару» (Капитан 1 ранга Ю. Инагаки)
Вспомогательный минный заградитель «Тэнъё Мару»
6-я эскадра эсминцев
Лёгкий крейсер «Юбари» (Капитан 1 ранга М. Бан) — флаг контр-адмирала Садамити Кадзиока
29-й дивизион эсминцев
Эскадренный миноносец «Асанаги» (Капитан 3 ранга Коухэй Ханами) — брейд-вымпел капитана 1 ранга Ю. Сето
Эскадренный миноносец «Хаятэ» (Капитан 3 ранга Минору Такацука)
Эскадренный миноносец «Оитэ» (Капитан 3 ранга Ёсио Янасэ)
Эскадренный миноносец «Юнаги» (Капитан 3 ранга Масао Ямасита)
30-й дивизион эсминцев
Эскадренный миноносец «Кисараги» (Капитан 3 ранга Ёитиро Огава) — брейд-вымпел капитана 1 ранга С. Абэ
Эскадренный миноносец «Мотицуки» (Капитан 3 ранга Сабуро Тэраути)
Эскадренный миноносец «Муцуки» (Капитан 3 ранга Кэндзи Хатано)
Эскадренный миноносец «Яёй» (Капитан 3 ранга Масааки Кимоцуки)
7-я эскадра подводных лодок
Плавбаза подводных лодок «Дзингэй» — флаг контр-адмирала С. Оноси
26-й дивизион подводных лодок — брейд-вымпел капитана 1 ранга Ю. Мацуо
Подводная лодка «Ro-60»
Подводная лодка «Ro-61»
Подводная лодка «Ro-62»
27-й дивизион подводных лодок — брейд-вымпел капитана 1 ранга С. Фукая
Подводная лодка «Ro-65»
Подводная лодка «Ro-66»
Подводная лодка «Ro-67»
33-й дивизион подводных лодок — брейд-вымпел капитана 1 ранга Т. Нагаи
Подводная лодка «Ro-63»
Подводная лодка «Ro-64»
Подводная лодка «Ro-68»

3-е базовое соединение — остров Палау, Западные Каролинские острова — флаг контр-адмирала К. Накамура
13-й дивизион тральщиков — брейд-вымпел капитана 1 ранга Н. Тиба
Вспомогательный минный тральщик «Атака Мару #3»
Вспомогательный минный тральщик «Томадзоно Мару #3»
Вспомогательный минный тральщик «Токасаго Мару»
Вспомогательный минный тральщик «Торосима Мару»
4-й дивизион канонерских лодок — брейд-вымпел капитана 1 ранга С. Иноуэ
Канонерская лодка «Эдо Мару»
Канонерская лодка «Сайко Мару»
Канонерская лодка-минный заградитель «Фукуяма Мару»
55-й дивизион охотников за ПЛ — брейд-вымпел капитана 2 ранга С. Икэда
Вспомогательный морской охотник «Гамицу Мару #1»
Вспомогательный морской охотник «Сёва Мару #3»
Вспомогательный морской охотник «Сёва Мару #5»
Вспомогательный морской охотник «Нити Мару #1»
16-й корпус морской авиации — брейд-вымпел капитана 1 ранга М. Сугахара
База гидроавиации Аракабесан, остров Палау (8 E13A1, 4 F1M2)
3-й морской оборонительный отряд
3-й сигнальный отряд
Батарея Аракабесан
Батарея Гоикул
Батарея Корор
Батарея Уруктхапел
Батарея Западного Прохода
Зенитная батарея Пелилиу
Парк Пелилиу
Штаб гражданской администрации Палау, Корор
4-е базовое соединение — остров Трук, Восточные Каролинские острова — флаг вице-адмирала С. Моидзуми
14-й дивизион тральщиков — брейд-вымпел капитана 1 ранга К. Судзуки
Вспомогательный минный тральщик «Хогоромо Мару»
Вспомогательный минный тральщик «Носиро Мару #2»
Вспомогательный минный тральщик «Тама Мару»
Вспомогательный минный тральщик «Тама Мару #2»
5-й дивизион канонерских лодок — брейд-вымпел капитана 1 ранга Т. Камияма
Канонерская лодка «Кэйдзё Мару»
Канонерская лодка «Никкай Мару»
Канонерская лодка «Сэйкай Мару»
56-й дивизион охотников за ПЛ — брейд-вымпел капитана 1 ранга Т. Удзииэ
Вспомогательный морской охотник «Тама Мару #8»
Вспомогательный морской охотник «Тоси Мару #3»
Сетевой заградитель «Котобуки Мару #5»
57-й дивизион охотников за ПЛ — брейд-вымпел капитана 1 ранга С. Диадодзи
Вспомогательный морской охотник «Сёнон Мару #15»
Вспомогательный морской охотник «Такунан Мару #2»
Сетевой заградитель «Кунимицу Мару»
17-й корпус морской авиации — брейд-вымпел капитана 1 ранга С. Ямамото
База гидроавиации Нацудзима, остов Трук (2 E13A1, 4 E13A1 — переданы на вспомогательные крейсера 4-го флота)
Канонерская лодка «Токо Мару #2»
Канонерская лодка «Тоан Мару #2»
Канонерская лодка «Хэдзи Мару»
Сетевой заградитель «Коэй Мару»
Вспомогательный морской охотник «Такунан Мару #10»
4-й морской оборонительный отряд
4-й сигнальный отряд
4-й портовый отряд
Зенитная батарея Трук
Тяжёлая зенитная батарея Трук
Оборонительный отряд Маталанин
Оборонительный отряд Понапэ
Отряд радиоперехвата Понапэ
Зенитная батарея Понапэ
Тяжёлая зенитная батарея Понапэ
Береговая батарея Понапэ
5-е базовое соединение — остров Сайпан, Марианские острова флаг контр-адмирала А. Касуга
15-й дивизион тральщиков — брейд-вымпел капитана 1 ранга Т. Катахара
Вспомогательный минный тральщик «Фуми Мару #2»
Вспомогательный минный тральщик «Сэки Мару #3»
7-й дивизион канонерских лодок — брейд-вымпел капитана 1 ранга Т. Исигуро
Канонерская лодка «Когёку Мару»
Канонерская лодка «Сётоку Мару»
Канонерская лодка «Хиротама Мару»
Канонерская лодка «Сёэй Мару»
59-й дивизион охотников за ПЛ
Вспомогательный морской охотник «Сонан Мару #5»
Вспомогательный морской охотник «Сонан Мару #6»
Сетевой заградитель «Сёфуку Мару»
60-й дивизион охотников за ПЛ — брейд-вымпел капитана 1 ранга С. Аоки
Вспомогательный морской охотник «Кё Мару #8»
Вспомогательный морской охотник «Кё Мару #10»
Сетевой заградитель «Сюко Мару»
18-й корпус морской авиации — брейд-вымпел капитана 1 ранга С. Ямамото
База гидроавиации Садокутаси, Сайпан (6 E7K2, 6 F1M1)
5-й морской оборонительный отряд
5-й сигнальный отряд
Оборонительный отряд Сайпан
Отряд радиоперехвата Сайпан
Зенитная батарея Сайпан
Тяжёлая зенитная батарея Сайпан
Береговая батарея Сайпан
Тяжёлая береговая батарея Сайпан
Склад ГСМ
Склад боеприпасов
6-е базовое соединение — остров Кваджелейн, Маршалловы острова — флаг контр-адмирала С. Яцусиро
16-й дивизион тральщиков (Капитан 1 ранга С. Миямото)
Вспомогательный минный тральщик «Сёнан Мару #7»
Вспомогательный минный тральщик «Сёнан Мару #8»
Вспомогательный минный тральщик «Тама Мару #3»
Вспомогательный минный тральщик «Тама Мару #5»
8-й дивизион канонерских лодок — брейд-вымпел капитана 1 ранга М. Итано
Канонерская лодка «Тёкай Мару»
Канонерская лодка-минный заградитель «Дайдо Мару»
Канонерская лодка «Икунта Мару»
Канонерская лодка «Нагата Мару»
62-й дивизион охотников за ПЛ — брейд-вымпел капитана 1 ранга О. Каниэ
Вспомогательный морской охотник «Такунан Мару #6»
Вспомогательный морской охотник «Такунан Мару #7»
Сетевой заградитель «Кацура Мару»
63-й дивизион охотников за ПЛ — брейд-вымпел капитана 1 ранга Р. Нагата
Вспомогательный морской охотник «Фуми Мару #3»
Вспомогательный морской охотник «Сёнон Мару #3»
Сетевой заградитель «Котобуки Мару #3»
64-й дивизион охотников за ПЛ — брейд-вымпел капитана 1 ранга К. Осава
Вспомогательный морской охотник «Сёнон Мару #10»
Вспомогательный морской охотник «Сёнон Мару #11»
Сетевой заградитель «Касима Мару»
65-й дивизион охотников за ПЛ — брейд-вымпел капитана 1 ранга М. Касиваги
Вспомогательный морской охотник «Кё Мару #6»
Вспомогательный морской охотник «Кё Мару #7»
Сетевой заградитель «Удзи Мару»
19-й корпус морской авиации — брейд-вымпел капитана 1 ранга Д. Накадзима
База гидроавиации Эбэе, Кваджелейн (10 E7K2, 8 E13A1)
Канонерская лодка «Фукуи Мару»
Канонерская лодка «Хаккаисан Мару»
Канонерская лодка «Кайун Мару»
Канонерская лодка «Кайкей Мару»
Канонерская лодка «Кантори Мару»
Канонерская лодка «Сантос Мару»
Канонерская лодка «Тоёцу Мару»
6-й морской оборонительный отряд
6-й сигнальный отряд
51-й морской охранный отряд
52-й морской охранный отряд
53-й морской охранный отряд
Тяжёлая зенитная батарея Намур
Тяжёлая зенитная батарея Рой
Тяжёлая зенитная батарея Джалуит
Радиоприемная станция Малоэлап
Зенитная батарея Малоэлап
Тяжёлая зенитная батарея Малоэлап
Радиоприемная станция Вотье
Коротковолновая радиостанция Вотье
Длинноволновая радиостанция Вотье
Вспомогательный крейсер «Конго Мару»
Вспомогательный крейсер «Кинрю Мару»
Госпитальное судно «Хикава Мару»
Вспомогательный минный заградитель «Могамигава Мару»
Плавмастерская «Сёэй Мару»
Кабельное судно «Ёмабато Мару»
Соединение снабжения
Плавучий склад «Амакасу Мару #1»
Водолей «Татэяма Мару»
Транспорт «Титибу Мару»
Транспорт «Тийё Мару»
Транспорт «Харуна Мару»
Транспорт «Хоккай Мару»
Транспорт «Кайдзё Мару #2»
2-е специальное соединение морской пехоты Майдзуру — брейд-вымпел капитана 2 ранга Т. Мурота
Отряд 2-го специального соединения морской пехоты Майдзуру — брейд-вымпел капитан-лейтенанта К. Утида
66-й морской охранный отряд
7-й строительный отряд
4-й отряд полевой почты
4-й прожекторный отряд

### 5-й флот (Северное соединение)
- Командующий — вице-адмирал Босиро Хосогая

21-я дивизия крейсеров
Лёгкий крейсер «Тама» (Капитан 1 ранга М. Кавабата) — флаг вице-адмирала Босиро Хосогая
Лёгкий крейсер «Кисо» (Капитан 1 ранга Такэдзи Оно)
22-я дивизия — флаг вице-адмирала вице-адмирала И. Такахаси
Вспомогательный крейсер «Акаги Мару»
Вспомогательный крейсер «Асака Мару»
Вспомогательный крейсер «Авата Мару»
7-е базовое соединение — Оминато, Япония — флаг контр-адмирала К. Абэ
17-й дивизион тральщиков — брейд-вымпел капитана 1 ранга Г. Киитиро
Вспомогательный минный тральщик «Кэйнан Мару»
Вспомогательный минный тральщик «Мисаго Мару #11»
Вспомогательный минный тральщик «Тоси Мару #5»
Вспомогательный минный тральщик «Тоси Мару #8»
10-й дивизион канонерских лодок — брейд-вымпел капитана 1 ранга М. Кадзио
Канонерская лодка-минный заградитель «Маган Мару»
Канонерская лодка-минный заградитель «Сёэй Мару»
Канонерская лодка-минный заградитель «Ёсида Мару»
66-й дивизион охотников за ПЛ — брейд-вымпел капитана 1 ранга М. Акинага
Вспомогательный морской охотник «Фуми Мару»
Вспомогательный морской охотник «Сэки Мару #2»
Сетевой заградитель «Коги Мару»
Корпус морской авиации Титидзима — брейд-вымпел капитана 1 ранга К. Садохара
База гидроавиации Оминато (6 E13A1)
7-й морской оборонительный отряд
Гидроавиатранспорт «Кимикава Мару» (Капитан 1 ранга С. Усуку
Соединение снабжения
Грузовое судно «Токо Мару #2»
Транспорт «Акасисан Мару»
Танкер «Ниссан Мару»

### 6-й флот (Передовое экспедиционное соединение)
- Командующий — вице-адмирал Мицуми Симидзу

Лёгкий крейсер «Катори» (Капитан 1 ранга Н. Овада) — флаг вице-адмирала Мицуми Симидзу
1-я эскадра подводных лодок
Подводная лодка «I-9» (Капитан 3 ранга Акиёси Фудзии) — флаг контр-адмирала Цутому Сато
Плавбаза подводных лодок «Ясукуни Мару»
1-й дивизион подводных лодок — брейд-вымпел капитана 1 ранга Х. Имадзато
Подводная лодка «I-15»
Подводная лодка «I-16»
Подводная лодка «I-17»
2-й дивизион подводных лодок — брейд-вымпел капитана 1 ранга К. Имиадзуми
Подводная лодка «I-18»
Подводная лодка «I-19»
Подводная лодка «I-20»
3-й дивизион подводных лодок — брейд-вымпел капитана 1 ранга Х. Сасаки
Подводная лодка «I-21»
Подводная лодка «I-22»
Подводная лодка «I-23»
4-й дивизион подводных лодок — брейд-вымпел капитана 1 ранга Т. Ода
Подводная лодка «I-24»
Подводная лодка «I-25»
Подводная лодка «I-26»
2-я эскадра подводных лодок
Подводная лодка «I-7» — флаг контр-адмирала Сигэаки Ямадзаки
Подводная лодка «I-10» (Капитан 2 ранга Цунэо Ситидзи)
Плавбаза подводных лодок «Мандзё Мару»
7-й дивизион подводных лодок — брейд-вымпел капитана 1 ранга Хисагоро Симамото
Подводная лодка «I-1» (Капитан 2 ранга Эйтаро Анкю)
Подводная лодка «I-2» (Капитан 2 ранга Хироси Инада)
Подводная лодка «I-3» (Капитан 3 ранга Киндзо Тонодзука)
8-й дивизион подводных лодок — брейд-вымпел капитана 1 ранга К. Такэсаки
Подводная лодка «I-4»
Подводная лодка «I-5»
Подводная лодка «I-6»
3-я эскадра подводных лодок
Подводная лодка «I-8» — флаг контр-адмирала С. Мива
Плавбаза подводных лодок «Тайгей»
11-й дивизион подводных лодок — брейд-вымпел капитана 1 ранга Х. Мидзугути
Подводная лодка «I-74»
Подводная лодка «I-75»
12-й дивизион подводных лодок — брейд-вымпел капитана 2 ранга Н. Накаока
Подводная лодка «I-68»
Подводная лодка «I-69»
Подводная лодка «I-70»
20-й дивизион подводных лодок — брейд-вымпел капитана 1 ранга Т. Отакэ
Подводная лодка «I-71»
Подводная лодка «I-72»
Подводная лодка «I-73»
Соединение снабжения
Транспорт боеприпасов «Аратама-мару»
Танкер «Ондо»
Танкер «Тоа Мару»

### 1-й воздушный флот (Ударное авианосное соединение)
- Командующий — вице-адмирал Тюити Нагумо
- Начальник штаба — контр-адмирал Рюносукэ Кусака

1-я дивизия авианосцев
Авианосец «Акаги» (Капитан 1 ранга Киити Хасэгава) — флаг вице-адмирала Тюити Нагумо
Авианосец «Кага» (Капитан 1 ранга Дзисаку Окада)
7-й дивизион эсминцев
Эскадренный миноносец «Акэбоно» (Капитан 3 ранга Минору Накагава) — брейд-вымпел капитана 1 ранга К. Конаси
Эскадренный миноносец «Усио» (Капитан 2 ранга Ёситакэ Уэсуги)
Эскадренный миноносец «Садзанами» (Капитан 3 ранга Хироси Уваи)
2-я дивизия авианосцев
Авианосец «Хирю» (Капитан 1 ранга Томэо Каку) — флаг контр-адмирала Тамона Ямагути
Авианосец «Сорю» (Капитан 1 ранга Рюсаку Янагимото)
23-й дивизион эсминцев
Эскадренный миноносец «Кикудзуки» (Капитан 2 ранга Коукити Мори) — брейд-вымпел капитана 1 ранга Ю. Ямада
Эскадренный миноносец «Удзуки» (Капитан 3 ранга Масао Нисимура)
Эскадренный миноносец «Юдзуки» (Капитан 3 ранга Хирота Татибана)
4-я дивизия авианосцев
Авианосец «Рюдзё» (Капитан 1 ранга Тадао Като) — флаг контр-адмирала Какудзи Какута
Гидроавиатранспорт «Касуга Мару» (Капитан 1 ранга К. Такацугу)
3-й дивизион эсминцев
Эскадренный миноносец «Сиокадзэ» (Капитан 3 ранга Ю. Танэгасима) — брейд-вымпел капитана 2 ранга Т. Симадзуи
Эскадренный миноносец «Хокадзэ» (Капитан 3 ранга Томоо Танака)
5-я дивизия авианосцев
Авианосец «Сёкаку» (Капитан 1 ранга Такацугу Дзёдзима) — флаг контр-адмирала Тюити Хара
Авианосец «Дзуйкаку» (Капитан 1 ранга Итибей Ёкогава)
Эскадренный миноносец «Акигумо» (Капитан 2 ранга Сёохэй Соома)
Эскадренный миноносец «Оборо» (Капитан 3 ранга Осаму Такасука)
Эскадренный миноносец «Югумо» (Капитан 2 ранга Сигэо Семба)

### 11-й воздушный флот
- Командующий — вице-адмирал Нисидзо Цукахара в Такао, остров Формоза

21-я воздушная флотилия — Тайнань, остров Формоза — флаг контр-адмирала Т. Тода
1-й корпус морской авиации (Капитан 1 ранга К. Араки)
Авиабаза Тайнань, Тайвань (48 G3M2)
Миура)
База гидроавиации Токо, Дунган, Тайвань (6 H6K4)
Аэродром Аракабесан, Палау (18 H6K4, 2 H6K2-L)
Авиабаза Пелилиу, Палау (13 A5M4)
Корпус морской авиации Каноя (Капитан 2 ранга Т. Ириса) — придан частично из состава 22-й воздушной флотилии.
Авиабаза Тайтю, остров Формоза (36 G4M1)
1001-й корпус морской авиации (Капитан 1 ранга К. Араки)
Авиабаза Чиаи, остров Формоза (25 L3Y1, 1 G6M-L2)
1-е специальное соединение морской пехоты Йокосука
3-е специальное соединение морской пехоты Йокосука
Транспортный авиаотряд 21-й воздушной флотилии, авиабаза Тайнань, остров Формоза (8 транспортных самолётов)
Вспомогательный авиатранспорт «Кацураги Мару»
22-я воздушная флотилия — Сайгон, Индокитай — флаг контр-адмирала Садаити Мацунага
Корпус морской авиации Михоро (Капитан 1 ранга К. Кондо)
Авиабаза Тху Дау Мой, Индокитай (48 G3M2)
Корпус морской авиации Гэндзан (Капитан 1 ранга К. Маэда)
Авиабаза Сайгон, Индокитай (48 G3M2)
Корпус морской авиации Каноя (Капитан 1 ранга Н. Фудзиёси) — примерно половина придана 21-й воздушной флотилии
Авиабаза Сайгон, Индокитай (36 G4M1)
Отряд Ямада (Капитан 1 ранга Ю. Ямада)
Авиабаза Сокчанг, Индокитай (25 A6M2, 11 A5M4, 6 C5M2)
Транспортный авиаотряд 22-й воздушной флотилии, авиабаза Сайгон, Индокитай (5 транспортных самолётов)
Вспомогательный авиатранспорт «Фудзикава Мару»
23-я воздушная флотилия — остров Формоза — флаг контр-адмирала Р. Такэнака
3-й корпус морской авиации (Капитан 1 ранга Ю. Камеи)
Авиабаза Такао, Тайвань (53 A6M2, 7 A5M4, 9 C5M2)
Корпус морской авиации Такао (Капитан 1 ранга Ю. Ито)
Авиабаза Такао, Тайвань (72 G4M1)
Корпус морской авиации Тайнань (Капитан 1 ранга М. Сато)
Авиабаза Тайнань, Тайвань (54 A6M2, 6 A5M4, 8 C5M2)
Транспортный авиаотряд 23-й воздушной флотилии, авиабаза Такао, остров Формоза (12 транспортных самолётов)
Вспомогательный авиатранспорт «Комаки Мару»
34-й дивизион эсминцев (Капитан 2 ранга Ю. Мураками)
Эскадренный миноносец «Акикадзэ» (Капитан 2 ранга Т. Мори)
Эскадренный миноносец «Хакадзэ» (Капитан 3 ранга Масанори Касима)
Эскадренный миноносец «Татикадзэ» (Капитан 3 ранга Ясуми Хирасата)
Соединение снабжения
Вспомогательный авиатранспорт «Камогисан Мару»
Вспомогательный авиатранспорт «Кэйё Мару»
Вспомогательный авиатранспорт «Лион Мару»
Транспорт «Амагисан Мару»
Транспорт «Тасюсин Мару»
Транспорт «Никкоку Мару»
Танкер авиационного бензина «Хино Мару #5»
Танкер авиационного бензина «Нана Мару»

### Флот южного района
- Командующий — вице-адмирал Дзисабуро Одзава

Лёгкий крейсер «Касии» (Капитан 1 ранга Ю. Хисамунэ) — флаг вице-адмирала Дзисабуро Одзава
Гидроавиатранспорт «Ноторо» (Капитан 1 ранга К. Хориути)
Сторожевой корабль «Симусю»
Транспорт «Тэйун Мару»
9-е базовое соединение — Камрань, Индокитай, командующий контр-адмирал К. Хираока
1-й дивизион тральщиков — брейл-вымпел капитана 2 ранга Ю. Фудзита)
Тральщик #1
Тральщик #2
Тральщик #3
Тральщик #4
Тральщик #5
Тральщик #6
11-й дивизион охотников за ПЛ — брейл-вымпел капитана 2 ранга Р. Хоёси)
Морской охотник #7
Морской охотник #8
Морской охотник #9
91-й дивизион охотников за ПЛ — брейл-вымпел капитана 2 ранга Т. Такеути)
Вспомогательный морской охотник «Сёнан Мару #6»
Вспомогательный морской охотник «Сёнан Мару #7»
Сетевой заградитель «Токо Мару»
Канонерская лодка-минный заградитель «Эйко Мару» — флаг контр-адмирала К. Хираока
Канонерская лодка-минный заградитель «Тоса Мару»
Минный заградитель «Хацутака»
Гидроавиатранспорт «Сагара Мару» (Капитан 1 ранга Ю. Кобаси) — придан из состава 4-го корпуса морской авиации 24-й воздушной флотилии 4-го флота
Транспорт «Нодзима Мару»
91-й морской охранный отряд
91-й сигнальный отряд
11-е специальное базовое соединение — Сайгон, Индокитай — флаг вице-адмирала Т. Такамото
Канонерская лодка-минный заградитель «Эйфику Мару»
81-й сигнальный отряд
2-е специальное соединение морской пехоты Йокосука (Капитан 2 ранга К. Томонари)
81-й морской охранный отряд
4-й строительный отряд
Отряд полевой почты
Фотолаборатория

### Флот в китайских водах. Соединения центрального подчинения
- Командующий — вице-адмирал Минэити Кога

Шанхайское специальное базовое соединение — Шанхай — флаг вице-адмирала К. Макита
13-й дивизион канонерских лодок (Капитан 1 ранга М. Яно)
Канонерская лодка «Хякуфуку Мару»
Канонерская лодка «Сёсэй Мару»
Канонерская лодка «Ункай Мару #1»
14-й дивизион канонерских лодок (Капитан 1 ранга Т. Охаси)
Канонерская лодка «Нисё Мару»
Канонерская лодка «Синко Мару #1»
Канонерская лодка «Тосё Мару»
1-й дивизион патрульных кораблей
Несколько малых кораблей
2-й дивизион патрульных кораблей
Несколько малых кораблей
Речная канонерская лодка «Тоба»
Эскадренный миноносец «Хасу»
Эскадренный миноносец «Кури»
Эскадренный миноносец «Цуга» (Передан в состав 2-го флота в китайских водах)
Плавбаза «Нихонкай Мару»
Гарнизон Нанкина
Гарнизон Сюцзяня (Пескадорские острова)
Специальное соединение морской пехоты Шанхай (Передано в состав Кантонского специального базового соединения)
Портовый отряд Шанхай
Корпус морской авиации флота в китайских водах (Передан в состав Шанхайского специального базового соединения)
Шанхай (8 B5M1, 1 L3Y)
Корабль береговой обороны «Идзумо» (Капитан 1 ранга Дз. Уодзуми) — флаг вице-адмирала М. Кога
Канонерская лодка «Муро Мару»
Тральщик #28
Гидрографическое судно «Хауса»
Посыльное судно «Асука»
Соединение снабжения
Грузовое судно «Бансю Мару #21»
Грузовое судно «Минова Мару»
Грузовое судно «Тэнран Мару»
Грузовое судно «Дзуйхо Мару»
Грузовое судно «Адзути Мару» (Передано в состав 2-го флота в китайских водах)
Танкер «Дзюко Мару»
Танкер «Корю Мару»
Танкер «Модзи Мару»
Танкер «Тоэн Мару» (Передан в состав 2-го флота в китайских водах)
1-й отряд полевой почты Шанхая
2-й отряд полевой почты Шанхая

### 1-й флот в китайских водах
- Командующий — вице-адмирал Т. Комацу в Ханькоу

Эскадра реки Янцзы
канонерская лодка «Удзи» — флаг вице-адмирала Т. Комацу
Дивизион Верхней реки
Канонерская лодка «Фусими»
Канонерская лодка «Хия»
Канонерская лодка «Катака»
6 патрульных кораблей
Дивизион Средней реки
Канонерская лодка «Сумида»
Канонерская лодка «Ходзу»
Канонерская лодка «Синкоко»
8 патрульных кораблей
Дивизион Нижней реки
Канонерская лодка «Сэта»
Канонерская лодка «Атами»
Канонерская лодка «Тикубу»
Канонерская лодка «Футами»
7 патрульных кораблей
Специальное соединение морской пехоты Анкей (Анчинг)
Вооружённая яхта «Атаки»
Речная канонерская лодка «Котака»
Речная канонерская лодка «Харуко Мару»
Посыльное судно «Касаи»
2 патрульных корабля
12 барж
Прочие малые корабли
Специальное соединение морской пехоты Янцзы (размещено поротно вдоль реки Янцзы)
Специальное базовое соединение Ханькоу — Ханькоу — флаг контр-адмирала С. Итисэ
Патрульный корабль «Косай»
Специальное соединение морской пехоты Ханькоу (Передано в состав дивизиона Средней реки)
Морской охранный отряд Кёко (Капитан 1 ранга М. Иносе, Киукианг)

### 2-й флот в китайских водах
- Командующий — вице-адмирал Н. Масаити, Кантон

Специальное базовое соединение Амоя — Амой — флаг контр-адмирала К. Хэкэяма
Канонерская лодка «Касадзима»
Канонерская лодка «Сэйсё Мару»
Войска специального базового соединения Амоя
Специальное базовое соединение Кантона — Кантон — флаг вице-адмирала Ю. Иноуэ
Канонерская лодка «Удзи» (Флагман 1-го флота в китайских водах)
Канонерская лодка «Муро Мару»
Канонерская лодка «Хитоносэ»
Канонерская лодка «Сёдзян Мару»
Канонерская лодка «Сага»
Буксир #2
Прочие малые корабли
4-й дивизион тральщиков — брейд-вымпел капитана 2 ранга С. Хамао
Вспомогательный минный тральщик «Рандзан Мару»
Вспомогательный минный тральщик «Цукуси Мару»
15-я дивизия — Кантон — флаг вице-адмирала Минэити Кога на «Идзумо»
Лёгкий крейсер «Исудзу» (Капитан 1 ранга К. Ура) — флаг вице-адмирала Н. Масаити
Канонерская лодка «Хасидате»
Канонерская лодка «Сага»
Миноносец «Хиёдори»
Миноносец «Касасаги»
Прочие малые корабли
11-й дивизион миноносцев — Кантон — брейд-вымпел капитана 2 ранга Р. Хаяси
Миноносец «Кари»
Миноносец «Кидзи»
Корпус морской авиации 2-го флота в китайских водах
Шанхай (4 E7K2)
1-й отряд полевой почты Кантона
2-й отряд полевой почты Кантона
Специальная фотолаборатория Кантона
Сигнальный отряд Кантона

### 3-й флот в китайских водах
- Командующий — вице-адмирал М. Таюй, Саня

Специальное базовое соединение Циндао — Циндао — флаг контр-адмирала М. Осуги
Корпус морской авиации Циндао
Армейская авиабаза Данто
Несколько E7K2
Войска специального базового соединения Циндао
Охранный район Хайнань — Саня — флаг вице-адмирала К. Суногава
1-й дивизион миноносцев (Капитан 3 ранга Т. Фурутани)
Миноносец «Хаябуса» — брейд-вымпел капитан 3 ранга Т.Фурутани, он же командир миноносца
Миноносец «Отори» (Капитан-лейтенант Т. Томита)
Вооружённая яхта #1
Вооружённая яхта #2
Корпус морской авиации Хайнань (Капитан-лейтенант С. Мидзуно)
Саня (4 B5M1)
1-й отряд полевой почты
2-й отряд полевой почты
Сигнальный отряд
Охранный отряд Хайнань
15-й охранный отряд
16-й охранный отряд
1-е специальное соединение морской пехоты Майдзуру
4-е специальное соединение морской пехоты Йокосука
8-е специальное соединение морской пехоты Сасэбо
Северный патрульный дивизион
Вооружённая яхта «Сэкито»
Вооружённая яхта «Тифу»
Вооружённая яхта «Таку»
Плавбаза «Сюри Мару»
Соединение морской пехоты Икаиэй
3-й отряд полевой почты
Военно-морской суд
Южный патрульный дивизион (Капитан 1 ранга С. Исибатакэ)
Корабль береговой обороны «Иватэ» (Капитан 1 ранга С. Исибатакэ) — флаг вице-адмирала М. Таюй
Вооружённая яхта «Ренун Ко»
Вооружённая яхта «Сэкикюсё»
Корпус морской авиации 3-го флота в китайских водах (Передан в состав Специального базового соединения Амоя)
Амой (4 E7K2)
Отряд полевой почты Санья
Специальная фотолаборатория Санья

### Военно-морской район Йокосука (1-й ВМР)
- Командующий — вице-адмирал Н. Хирата

Охранное соединение Йокосука
Дивизион береговой обороны Йокосука
Вспомогательный крейсер «Носиро Мару»
Канонерская лодка-минный заградитель «Мэйдзи Мару»
Транспорт «Сёэй Мару»
Дивизион местной обороны Йокосука (Контр-адмирал М. Ямата)
Канонерская лодка-минный заградитель «Косаги Мару»
Канонерская лодка-минный заградитель «Конгосан Мару»
Оборонительный отряд
25-й дивизион тральщиков — брейд-вымпел капитана 2 ранга С.Курита)
Вспомогательный минный тральщик «Бансю Мару #8»
Вспомогательный минный тральщик «Сава Мару #10»
26-й дивизион тральщиков — брейд-вымпел капитана 2 ранга С. Ямагами)
Вспомогательный минный тральщик «Конго Мару #2»
Вспомогательный минный тральщик «Синтохоку Мару»
Вспомогательный минный тральщик «Того Мару»
11-я воздушная флотилия (Вице-адмирал М. Тоцука , Йокосука, Япония)
Корпус морской авиации Хякуригахара (Капитан 1 ранга Т. Маэхара)
Учебно-тренировочный аэродром Хякуригахара, Уцуномия, остров Хонсю (108 K5Y1)
Корпус морской авиации Касима (Капитан 1 ранга М.Ямада)
Учебно тренировочная база гидроавиации Касима, остров Хонсю (132 K5Y2)
Корпус морской авиации Касумигаура (Капитан 1 ранга С. Сэнда)
Учебно-тренировочный аэродром Касумигаура, остров Хонсю (164 K5Y1)
Корпус морской авиации Судзука (Капитан 1 ранга Т. Итимару)
Учебно-тренировочный аэродром Судзука, остров Хонсю (24 B4Y1, 12 B5N1-K, 144 прочих учебных)
Корпус морской авиации Цутиура (Капитан 1 ранга Т. Аоки)
Учебно тренировочная база гидроавиации Цутиура, Нансю, остров Хонсю (48 K5Y2)
Корпус морской авиации Цукуба (Капитан 1 ранга Т. Номото)
Учебно-тренировочный аэродром Цукуба, остров Хонсю (108 K5Y1)
Корпус морской авиации Ятабэ (Капитан 1 ранга Ю. Моритама)
Учебно-тренировочный аэродром Ятабэ, остров Хонсю (108 K10W1)
Корпус морской авиации Кисарадзу (Контр-адмирал Аса-Акира-О)
База морской авиации Кисарадзу, остров Хонсю (60 G3M2)
Корпус морской авиации Татэяма (Капитан 1 ранга Т. Кикути)
База морской авиации Татэяма, остров Хонсю (12 B5N1, 6 F1M2)
Корпус морской авиации Йокосука (Контр-адмирал К. Увано)
База морской авиации Йокосука, остров Хонсю (36 B5N1, 24 A5M4, 12 D3A1, 3 H6K4, 12 E8N2, 6 E7K2, 12 G4M1)
Эскадренный миноносец «Савакадзэ»
Морской охотник #22
Морской охотник #23
Гидрографическое судно «Комабаси»
Военно-морская база Йокосука
Штаб военно-морской базы
Центр связи
Отдел снабжения
Расчётный отдел
Отдел строительства
Портовый отряд
Военно-морская верфь
Военно-морской госпиталь
Военно-морская тюрьма
Склад ГСМ
Гарнизон базы
Казармы береговых войск
Соединение морской пехоты
База подводных лодок Йокосука
Войска базы подводных лодок

### Военно-морской район Куре (2-й ВМР)
- Командующий — адмирал Соэму Тоёда

Охранное соединение Куре (Контр-адмирал М. Мацуяма)
Дивизион береговой обороны Куре
Вспомогательный крейсер «Сайгон Мару»
Канонерская лодка «Гонконг Мару»
Дивизион местной обороны Куре (Контр-адмирал С. Исикава)
Вспомогательный крейсер «Киндзёсан Мару»
Морской охотник #19
Морской охотник #20
Морской охотник #21
Вспомогательный минный тральщик «Аой Мару»
Вспомогательный минный тральщик «Ятиё Мару»
13-й дивизион эсминцев — брейд-вымпел капитана 2 ранга Ю. Отани
Эскадренный миноносец «Курэтакэ» (Капитан 2 ранга М. Касима)
Эскадренный миноносец «Санаэ» (Капитан 3 ранга С. Коидзуми)
Эскадренный миноносец «Вакатакэ» (Капитан 3 ранга К. Ёсида)
31-й дивизион тральщиков
Вспомогательный минный тральщик «Ои Мару»
Вспомогательный минный тральщик «Такунан Мару #3»
Вспомогательный минный тральщик «Такунан Мару #8»
Вспомогательный минный тральщик «Тамо Мару #6»
Вспомогательный минный тральщик «Тамо Мару #7»
33-й дивизион тральщиков
Вспомогательный минный тральщик «Асахи Мару #2»
Вспомогательный минный тральщик «Бисан Мару»
Вспомогательный минный тральщик «Мэдзима Мару»
Вспомогательный минный тральщик «Токухо Мару #5»
12-я воздушная флотилия (Контр-адмирал С. Кира , Куре, Япония)
Корпус морской авиации Хатака (Капитан 1 ранга К. Хаттори)
База морской авиации Куре, остров Хонсю (48 E8N2, 54 E7K2)
Корпус морской авиации Оита (Капитан 1 ранга Х. Миёси)
Учебно-тренировочный аэродром Оита, остров Кюсю (54 A5M4, 24 A5M4-K, 45 B5M1)
Корпус морской авиации Ивакуни (Капитан 1 ранга С. Минобэ)
Учебно-тренировочный аэродром Ивакуни, остров Хонсю (72 K5Y1, 24 прочих учебных)
Корпус морской авиации Омура (Капитан 1 ранга С. Иноуэ)
База морской авиации Куре, остров Хонсю (36 A5M4, 12 B5N1, 16 B5M1)
Корпус морской авиации Куре (Капитан 1 ранга С. Вада)
База морской авиации Куре, остров Хонсю (24 F1M2)
Корпус морской авиации Саэки (Капитан 1 ранга Ю. Танака)
База морской авиации Саэки, остров Кюсю (16 D3A1)
Корпус морской авиации Уса (Капитан 1 ранга Т. Мацуока)
Учебно-тренировочный аэродром Уса, остров Кюсю (36 D3A1, 63 B5M1)
6-й дивизион подводных лодок (Капитан 2 ранга Г. Окамото)
Подводная лодка «Ro-57»
Подводная лодка «Ro-58»
Подводная лодка «Ro-59»
Эскадренный миноносец «Якадзэ»
Подводная лодка «I-52»
Подводная лодка «Ro-30»
Подводная лодка «Ro-31»
Подводная лодка «Ro-32»
Минный заградитель «Кацурики»
Учебный корабль «Якумо» (устаревший броненосный крейсер)
Военно-морская база Куре
Штаб военно-морской базы
Центр связи
Отдел снабжения
Расчётный отдел
Отдел строительства
Портовый отряд
Военно-морская верфь
Военно-морской госпиталь
Военно-морская тюрьма
Склад ГСМ
Гарнизон базы
Казармы береговых войск
Соединение морской пехоты
База подводных лодок Куре
Войска базы подводных лодок
Отакэ
Казармы береговых войск
Токуяма
Портовый отряд
Склад ГСМ

### Военно-морской район Сасебо (3-й ВМР)
- Командующий — вице-адмирал У. Танимото

Охранное соединение Сасебо (Контр-адмирал С. Тасиро)
Дивизион береговой обороны Сасебо
Вспомогательный крейсер «Бангкок Мару»
Канонерская лодка-минный заградитель «Кодзан Мару»
Дивизион местной обороны Сасебо (Контр-адмирал С. Тасиро)
Канонерская лодка «Синкё Мару»
Канонерская лодка «Синкё Мару #5»
Базовый оборонительный отряд
42-й дивизион тральщиков
Вспомогательный минный тральщик «Сэки Мару»
Вспомогательный минный тральщик «Тоси Мару #7»
Базовое соединение Осима (остров Осима, Япония)
Вспомогательный минный тральщик «Туон Мару #8»
Вспомогательный минный тральщик «Хаката Мару #7»
Вспомогательный минный тральщик «Химэдзима Мару»
Сигнальный отряд
Базовый оборонительный отряд
41-й дивизион тральщиков (Капитан 2 ранга К. Цукуда)
Вспомогательный минный тральщик «Кё Мару #1»
Вспомогательный минный тральщик «Кё Мару #3»
Вспомогательный минный тральщик «Кё Мару #5»
Корпус морской авиации Сасебо (Капитан 1 ранга С. Миядзаки)
База морской авиации Сасебо, остров Кюсю (16 A5M4, 6 E13A1, 15 H6K4)
Танкер «Сата»
Военно-морская база Сасебо
Штаб военно-морской базы
Центр связи
Отдел снабжения
Расчётный отдел
Отдел строительства
Портовый отряд
Военно-морская верфь
Военно-морской госпиталь
Военно-морская тюрьма
Склад ГСМ
Гарнизон базы
Казармы береговых войск
Соединение морской пехоты
База подводных лодок Сасебо
Войска базы подводных лодок

### Военно-морской район Майдзуру (4-й ВМР)
- Командующий — вице-адмирал С. Кобаяси

Охранное соединение Майдзуру (Контр-адмирал Т. Ниппа)
Дивизион местной обороны Майдзуру (Контр-адмирал Т. Ёсида)
Канонерская лодка «Санто Мару»
Оборонительный отряд
35-й дивизион тральщиков (Капитан 2 ранга С. Мори)
Вспомогательный минный тральщик «Бансю Мару #51»
Вспомогательный минный тральщик «Ханата Мару #6»
Корпус морской авиации Майдзуру (Капитан 2 ранга С. Ямагата)
База гидроавиации Майдзуру, остров Хонсю (6 E7K2)
Транспорт «Кофуку Мару»
Военно-морская база Майдзуру
Сигнальный отряд
Базовый оборонительный отряд
Морские казармы
Портовый отряд

### Охранный район Оминато
- Командующий — вице-адмирал М. Окума

Дивизион местной обороны Оминато (Капитан 1 ранга Т. Мондзен)
Эскадренный миноносец «Окикадзэ» (Капитан 2 ранга Х. Ямана)
Канонерская лодка «Титосе Мару»
Канонерская лодка «Дзуйко Мару»
Сторожевой корабль «Хатидзё»
Канонерская лодка-минный заградитель «Синко Мару #2»
Ледокол «Одомори»
Оборонительный отряд
1-й дивизион эсминцев (Капитан 2 ранга К. Кагава)
Эскадренный миноносец «Камикадзэ»
Эскадренный миноносец «Нумакадзэ»
Эскадренный миноносец «Накадзэ»
Эскадренный миноносец «Намикадзэ»
27-й дивизион тральщиков (Капитан 2 ранга Т. Куга)
Вспомогательный минный тральщик «Тоё Мару #2»
Вспомогательный минный тральщик «Сонобэ Мару»
Вспомогательный минный тральщик «Тамадзоно Мару #1»
Вспомогательный минный тральщик «Тамадзоно Мару #2»
Вспомогательный минный тральщик «Ёсино Мару»
Вспомогательный минный тральщик «Фудзи Мару»
Вспомогательный минный тральщик «Фукэуи Мару #7»
Сторожевой корабль «Исигаки»
Сторожевой корабль «Кунасири»
Корпус морской авиации Оминато (Капитан 2 ранга К. Хори)
База морской авиации Оминато, остров Хонсю (82 A5M4, 8 B5N1, 8 E13A1)
Военно-морская база Оминато
Сигнальный отряд
Базовый оборонительный отряд
Морские казармы
Портовый отряд
Сигнальный отряд Вакканай

### Охранный район Осака
- Командующий — вице-адмирал Х. Укита

32-й дивизион тральщиков (Капитан 2 ранга К. Такеда)
Вспомогательный минный тральщик «Эгути Мару»
Вспомогательный минный тральщик «Сэню Мару #2»
Вспомогательный минный тральщик «Такасима Мару»
Корпус морской авиации Комацудзима (Капитан 2 ранга Т. Косэ)
База гидроавиации Комацудзима, остров Сикоку (8 E8N2, 8 E7K2)
Военно-морская база Осака
Сигнальный отряд
Оборонительный отряд Кии
Береговые войска
Портовый отряд

### Охранный район Цинкай
- Командующий — вице-адмирал И. Сакамото, Цинхаэмон, Корея

Охранное соединение Цинкая (Контр-адмирал Ю. Овада)
32-й дивизион эсминцев (Капитан 2 ранга И. Ямамото)
Эскадренный миноносец «Асагао» (Капитан 2 ранга Ю. Сугихара)
Эскадренный миноносец «Фуё» (Капитан 2 ранга Т. Мураками)
Эскадренный миноносец «Карукая» (Капитан 3 ранга К. Накао)
48-й дивизион тральщиков (Капитан 2 ранга И. Фукухара)
Вспомогательный минный тральщик «Кайё Мару #1»
Вспомогательный минный тральщик «Кайё Мару #3»
Вспомогательный минный тральщик «Тасэй Мару»
49-й дивизион тральщиков (Капитан 2 ранга К. Сираиси)
Вспомогательный минный тральщик «Хинодэ Мару #17»
Вспомогательный минный тральщик «Хинодэ Мару #18»
Вспомогательный минный тральщик «Рикусэн Мару»
Вспомогательный минный тральщик «Тамаура Мару»
Базовое соединение Расина (Вице-адмирал Т. Сукигара , Надзин, Корея)
Канонерская лодка «Хаккай Мару»
Канонерская лодка «Сэйкё Мару»
Сигнальный отряд
Базовый оборонительный отряд
Корпус морской авиации Цинкай (Капитан 2 ранга Ю. Фурута)
База гидроавиации Цинкай, Цинхаэмон, Корея (6 E7K2)
Эскадренный миноносец «Минекадзэ» (Капитан 3 ранга Дз. Вакасуги)
Транспорт «Рётаку Мару»
Военно-морская база Цинкай
Сигнальный отряд
Базовый оборонительный отряд
Морские казармы
Портовый отряд

### Охранный район Мако
- Командующий — вице-адмирал К. Ямамото, Мако, Пескадорские острова

44-й дивизион тральщиков (Капитан 2 ранга Т. Дои)
Вспомогательный минный тральщик «Тоун Мару #6»
Вспомогательный минный тральщик «Тоун Мару #7»
Вспомогательный минный тральщик «Тоси Мару #2»
45-й дивизион тральщиков (Капитан 2 ранга Т. Миядзаки)
Вспомогательный минный тральщик «Хинодэ Мару #20»
Вспомогательный минный тральщик «Мусаси Мару»
Вспомогательный минный тральщик «Рокко Мару»
46-й дивизион тральщиков (Капитан 2 ранга С. Титани)
Вспомогательный минный тральщик «Бансю Мару #52»
Вспомогательный минный тральщик «Бансю Мару #56»
Вспомогательный минный тральщик «Тоун Мару #18»
Вспомогательный минный тральщик «Тоун Мару #21»
Канонерская лодка «Акицу Мару»
Канонерская лодка «Тиё Мару»
Канонерская лодка «Тохакусан Мару»
Грузовое судно «Куре Мару #5»
Корпус морской авиации Мако (Капитан 2 ранга Ю. Утибори)
База морской авиации Мако, Пескадорские острова (4 D3A1)
Военно-морская база Мако
Сигнальный отряд
Базовый оборонительный отряд
Морские казармы
Портовый отряд

### Охранный район Рёдзюн (Порт-Артур)
50-й дивизион тральщиков (Капитан 2 ранга Р. Куросака)
Вспомогательный минный тральщик «Санан Мару #16»
Вспомогательный минный тральщик
Военно-морская база Рёдзюн
Сигнальный отряд
Базовый оборонительный отряд
Береговые войска
Портовый отряд

## Состав

### Линкоры
- В строю к 7 декабря 1941 г.:
  - Тип «Конго» (в строю с 1913—1915)
    - «Конго» — † 11.1944.
    - «Хиэй» — † 11.1942.
    - «Кирисима» — † 11.1942.
    - «Харуна» — † 07.1945.

  - Тип «Фусо» (в строю с 1915—1917)
    - «Фусо» — † 10.1944.
    - «Ямасиро» — † 10.1944.

  - Тип «Исэ» (в строю с 1917—1918)
    - «Исэ» — † 07.1945.
    - «Хьюга» — † 07.1945.

  - Тип «Нагато» (в строю с 1920—1921)
    - «Нагато» — повреждён в 10.1944., в 02.1945. переклассифицирован как корабль береговой обороны, потоплен ВС США после войны.
    - «Муцу» — † 06.1943.
- Введены в строй во время войны
  - Тип «Ямато» — крупнейшие в истории линкоры
    - «Ямато» — в строю с 12.1941., † 04.1945.
    - «Мусаси» — в строю с 08.1942., † 10.1944.

### Авианосцы
- В строю к 7 декабря 1941 г.:
  - Тип «Сорю» (в строю с 1937—1939)
    - «Сорю» — † 06.1942.
    - «Хирю» — † 06.1942.

  - Тип «Сёкаку» (в строю с 1941 г.)
    - «Сёкаку» — † 06.1944.
    - «Дзуйкаку» — † 10.1944.

  - «Кага» — в строю с 1929 г., † 06.1942.
  - «Акаги» — в строю с 1927 г., † 06.1942.
  - «Хосё» (эскортный) — в строю с 1922 г., списан в 1943
  - «Рюдзё» (эскортный) — в строю с 1933 г., † 08.1942.
  - Тип «Сёхо»
    - «Сёхо» — в строю с 11.1941. † 05.1942.
    - «Дзуйхо» — в строю с 01.1941., † 10.1944.
- Введены в строй во время войны
  - Тип «Ямато»
    - «Синано» — в строю с 11.1944., † 11.1944.

  - «Рюхо» (эскортный) — в строю с 11.1942. (перестроен) до 03.1945 (тяжкие повреждения)
  - «Синъё» (эскортный) — в строю с 11.1943. (перестроен), † 11.1944.
  - Тип «Хиё»
    - «Хиё» — в строю с 06.1942. (перестроен), † 06.1944.
    - «Дзюнъё» — в строю с 06.1942. (перестроен) до 12.1944. (тяжкие повреждения)

  - Тип «Тайё»
    - «Тайё» — в строю с 09.1941. (перестроен), † 08.1944.
    - «Кайё» — в строю с 11.1942. (перестроен), † 12.1943.
    - «Унъё» — в строю с 05.1942. (перестроен), † 09.1944.

  - «Тайхо» — в строю с 03.1944., † 06.1944.
  - Тип «Унрю»
    - «Амаги» — в строю с 08.1944., † 07.1945
    - «Унрю» — в строю с 08.1944., † 12.1944.
    - «Кацураги» — в строю с 08.1944.

### Тяжёлые крейсера
- Тип «Фурутака»
  -     - «Фурутака» — в строю с 31.03.1926., † 12.10.1942
    - «Како» — в строю с 20.07.1926., † 10.08.1942.

  - Тип «Аоба»
    - «Аоба» — в строю с 20.09.1927., † 28.07.1945.
    - «Кинугаса» — в строю с 30.09.1927., † 14.11.1942.

  - Тип «Мёко»
    - «Мёко» — в строю с 31.07.1929., тяжёлые повреждения в 12.1944., переоборудован в плавучую батарею ПВО, затоплен ВС США после войны.
    - «Нати» — в строю с 26.11.1928., † 05.11.1944.
    - «Хагуро» — в строю с 25.04.1929., † 16.05.1945.
    - «Асигара» — в строю с 20.08.1929., † 08.06.1945.

  - Тип «Такао»
    - «Такао» — в строю с 31.05.1932., тяжёлые повреждения в 10.1944., переоборудован в плавучую батарею ПВО, затоплен ВС США после войны.
    - «Атаго» — в строю с 30.03.1932., † 23.10.1944.
    - «Тёкай» — в строю с 30.06.1932., † 25.10.1944.
    - «Майя» — в строю с 30.06.1932., † 23.10.1944.

  - Тип «Могами»
    - «Могами» — в строю с 28.07.1935., † 25.10.1944.
    - «Микума» — в строю с 29.08.1935., † 07.06.1942.
    - «Судзуя» — в строю с 31.10.1937., † 25.10.1944.
    - «Кумано» — в строю с 31.10.1937., † 25.11.1944

  - Тип «Тонэ»
    - «Тонэ» — в строю с 20.11.1938., † 24.07.1945.
    - «Тикума» — в строю с 20.05.1939., † 25.10.1944.

## Командующие Объединённым флотом
- адмирал Исороку Ямамото (30 августа 1939 – 18 апреля 1943)
- адмирал Минэити Кога (21 мая 1943 – 31 марта 1944)
- адмирал Соэму Тоёда (3 мая 1944 – 29 мая 1945)
- вице-адмирал Дзисабуро Одзава (29 мая – 10 октября 1945)

## Боевой путь
К 7 декабря 1941 года флот располагал 10 линкорами, 9 авианосцами, 35 крейсерами, 103 эсминцами, 74 подлодками.
- Нападение на Пёрл-Харбор — декабрь 1941 г.
- Потопление линкора «Принс оф Уэлс», линейного крейсера «Рипалс» — декабрь 1941 г.
- Высадка десанта на остров Амбон — январь 1942 г.
- Бомбардировка Дарвина — февраль 1942 г.
- Бой в проливе Бадунг — февраль 1942 г.
- Потопление авианосца «Лэнгли» — февраль 1942 г.
- Первое сражение в Яванском море — февраль 1942 г.
- Обстрел побережья Калифорнии[англ.] — февраль 1942 г.
- Бой в Зондском проливе — февраль-март 1942 г.
- Второе сражение в Яванском море — март 1942 г.
- Рейд в Индийский океан, потопление авианосца «Гермес», крейсеров «Корнуолл» и «Дорсетшир» — апрель 1942 г.
- Сражение в Коралловом море — май 1942 г.
- Алеутская операция — июнь-август 1942 г.
- Мидуэйское сражение — июнь 1942 г.
- Обстрел побережья Орегона — июнь 1942 г.
- Бой у острова Саво — август 1942 г.
- Бой у Восточных Соломоновых островов — август 1942 г.
- Бомбардировки континентальной территории США японской авиацией — сентябрь 1942 г.
- Потопление авианосца «Уосп» — сентябрь 1942 г.
- Бой у мыса Эсперанс — октябрь 1942 г.
- Бой у островов Санта-Круз — октябрь 1942 г.
- Морское сражение за Гуадалканал — ноябрь 1942 г.
- Бой у Тассафаронга — ноябрь 1942 г.
- Бой у острова Атту — март 1943 г.
- Бой в проливе Блэкетт — март 1943 г.
- Бой у острова Велья-Лавелья — октябрь 1943 г.
- Сражение в заливе Императрицы Августы — ноябрь 1943 г.
- Бой у мыса Сент-Джордж — ноябрь 1943 г.
- Повреждение четырёх тяжёлых крейсеров в Рабауле — ноябрь 1943 г.
- Утрата базы на о. Трук — февраль 1944 г.
- Битва при Марианских островах — июнь 1944 г.
- Сражение в заливе Лейте — октябрь 1944 г.
- Потеря авианосца «Синано» — ноябрь 1944 г.
- Операция Тэн-Го — апрель 1945 г.
- Потеря крейсера «Асигара» — июнь 1945 г.
- Гибель большой части флота во Внутреннем море — июль 1945 г.
- Потопление крейсера «Индианаполис» — июль 1945 г.

К концу войны во флоте осталось 2 авианосца, 1 линкор (передан США), 3 крейсера, 41 эсминец и 59 подводных лодок.